# Saint-Éloi (Creuse)
Saint-Éloi es una comuna francesa, situada en el departamento de Creuse, en la región de Lemosín.

## Demografía
| 252 | 283 | 226 | 210 | 175 | 166 |
| Para los censos de 1962 a 1999 la población legal corresponde a la población sin duplicidades (Fuente: INSEE [Consultar]) |     |     |     |     |     |